# Dezső Kolossváry

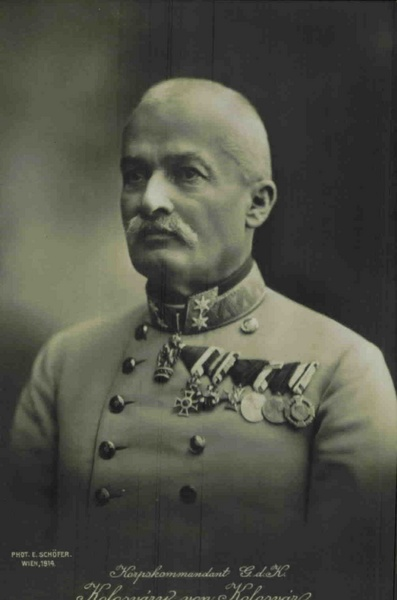
Desiderius Kolossváry von Kolosvár als Feldmarschall-Leutnant

Dezső Kolossváry von Kolozsvár (auch Desiderius Ritter Kolossváry de Kolozsvár bzw. de Kolosvár, * 1. Mai 1855 in Veszprém; † 5. April 1919 in Sopron) war ein ungarischer k. u. k. General der Kavallerie, Kommandierender General des 11. Armeekorps in Lemberg und k.u. Landesverteidigungsminister (1903).

## Leben
Kolossváry wurde 1876 aus der Wiener technischen Militärakademie als Leutnant ausgemustert und ins 10. Husarenregiment versetzt. 1881 wurde er dem Generalstab zugeteilt, 1884 zum Hauptmann und 1891 zum Major befördert. 1896 wurde er für zwei Jahre als Oberstleutnant (1897 Oberst) Leiter des Evidenzbureaus, im Mai 1898 Chef des Bureaus für operative Generalstabsarbeiten, sodann 1901 Befehlshaber der 2. Honvédkavalleriebrigade.
Mit Rang vom 18. Mai 1903 avancierte Kolossváry zum Generalmajor und man betraute ihn am 27. Juni 1903 mit dem Amt des Honvédministers (Verteidigungsministers). Er vermochte aber infolge des Exlex-Zustandes die Militärvorlagen nicht durchzubringen und nahm am 3. November 1903 mit dem gesamten Kabinett von Károly Khuen-Héderváry seine Entlassung. Zu seinem Nachfolger wurde Generalmajor Sándor Nyíri ernannt und der Offizier wieder in den Aktivstand der Generale aufgenommen.
Am 1. November 1907 wurde er zum Feldmarschallleutnant und Kommandanten der 30. Infanterietruppendivision Lemberg ernannt.
Nach Ernennung und Rang vom 31. Oktober 1912 war Kolossváry von Kolozsvár bis 31. Juli 1914 Korpskommandant und Kommandierender General des 11. Armeekorps in Lemberg für den Bereich Ostgalizien und Bukowina.
Kolossvárys aktiver Militärdienst endete mit seiner Beurlaubung am 1. Februar 1915.

## Auszeichnungen (Auswahl)
- Orden der Eisernen Krone 2. Klasse[6][3]
- Ritterkreuz des Österreichischen Leopold-Ordens
- K. k. Militärverdienstkreuz Kaiser Franz Josephs I.
- Königlich preußischer Kronenorden 3. Klasse
- Bayerischer Militärverdienstorden 1. Klasse